# Campeonato de Primera División 1960 (Argentina)
El Campeonato de Primera División de 1960 fue la trigésima temporada y el trigésimo segundo torneo de la Primera División argentina de fútbol. Se disputó entre el 3 de abril y el 27 de noviembre, por el sistema de todos contra todos. 
Vio consagrarse campeón por cuarta vez en el profesionalismo al Club Atlético Independiente, tras caer por 1 a 0 ante el Club Atlético Atlanta y por la victoria de su clásico rival, el Racing Club, sobre la Asociación Atlética Argentinos Juniors, el escolta; clasificando así a la Copa de Campeones de América 1961, actual Copa Libertadores de América. 
Por su parte, el Club Atlético Newell's Old Boys, tras caer de local ante Racing Club por 2 a 0 faltando 2 fechas, descendió a la segunda división por primera (y única) vez en su historia a 22 años de su incorporación a la máxima categoría.

## Ascensos y descensos
| Pos | Equipo ascendido  |
| --- | ----------------- |
| 1º  | Chacarita Juniors |

| Prom | Equipo descendido en la temporada 1959 |
| ---- | -------------------------------------- |
| 16º  | Central Córdoba (R)                    |

## Equipos
| Equipo             | Ciudad       |
| ------------------ | ------------ |
| Argentinos Juniors | Buenos Aires |
| Atlanta            | Buenos Aires |
| Boca Juniors       | Buenos Aires |
| Chacarita Juniors  | Villa Maipú  |
| Estudiantes        | La Plata     |
| Ferro Carril Oeste | Buenos Aires |
| Gimnasia y Esgrima | La Plata     |
| Huracán            | Buenos Aires |
| Independiente      | Avellaneda   |
| Lanús              | Lanús        |
| Newell's Old Boys  | Rosario      |
| Racing Club        | Avellaneda   |
| River Plate        | Buenos Aires |
| Rosario Central    | Rosario      |
| San Lorenzo        | Buenos Aires |
| Vélez Sarsfield    | Buenos Aires |

### Distribución geográfica de los equipos
| Región                 | Cant. | Equipos |
| ---------------------- | ----- | --- |
| Ciudad de Buenos Aires | 8     | Argentinos Juniors, Atlanta, Boca Juniors, Ferro Carril Oeste, Huracán, River Plate, San Lorenzo y Vélez Sarsfield |
| Conurbano bonaerense   | 4     | Chacarita Juniors, Independiente, Lanús y Racing Club                                                              |
| Ciudad de La Plata     | 2     | Estudiantes y Gimnasia y Esgrima                                                                                   |
| Ciudad de Rosario      | 2     | Newell's Old Boys y Rosario Central                                                                                |

## Tabla de posiciones final
| Pos. | Equipo                  | Pts. | PJ | PG | PE | PP | GF | GC | Dif. |
| ---- | ----------------------- | ---- | -- | -- | -- | -- | -- | -- | ---- |
| 1.º  | Independiente           | 41   | 30 | 17 | 7  | 6  | 49 | 33 | 16   |
| 2.º  | River Plate             | 39   | 30 | 16 | 7  | 7  | 46 | 29 | 17   |
| 3.º  | Argentinos Juniors      | 39   | 30 | 15 | 9  | 6  | 68 | 48 | 20   |
| 4.º  | Racing Club             | 37   | 30 | 14 | 9  | 7  | 72 | 43 | 29   |
| 5.º  | Boca Juniors            | 37   | 30 | 13 | 11 | 6  | 58 | 36 | 22   |
| 6.º  | San Lorenzo             | 36   | 30 | 14 | 8  | 8  | 71 | 45 | 26   |
| 7.º  | Vélez Sarsfield         | 33   | 30 | 12 | 9  | 9  | 48 | 46 | 2    |
| 8.º  | Rosario Central         | 29   | 30 | 10 | 9  | 11 | 55 | 71 | −16  |
| 9.º  | Chacarita Juniors       | 28   | 30 | 9  | 10 | 11 | 50 | 53 | −3   |
| 10.º | Huracán                 | 28   | 30 | 10 | 8  | 12 | 48 | 45 | 3    |
| 11.º | Atlanta                 | 27   | 30 | 8  | 11 | 11 | 49 | 56 | −7   |
| 12.º | Gimnasia y Esgrima (LP) | 25   | 30 | 9  | 7  | 14 | 50 | 60 | −10  |
| 13.º | Estudiantes (LP)        | 23   | 30 | 9  | 5  | 16 | 44 | 69 | −25  |
| 14.º | Lanús                   | 21   | 30 | 5  | 11 | 14 | 38 | 54 | −16  |
| 15.º | Ferro Carril Oeste      | 19   | 30 | 5  | 9  | 16 | 28 | 58 | −30  |
| 16.º | Newell's Old Boys       | 18   | 30 | 6  | 6  | 18 | 38 | 66 | −28  |

|  | Campeón. Clasificado a la Copa de Campeones de América 1961 |

## Tabla de descenso
| Pos  | Equipo                  | 1958 | 1959 | 1960 | Total | Promedio |
| ---- | ----------------------- | ---- | ---- | ---- | ----- | -------- |
| 1.º  | San Lorenzo             | 38   | 45   | 36   | 119   | 39,67    |
| 2.º  | Racing Club             | 41   | 38   | 37   | 116   | 38,67    |
| 3.º  | Independiente           | 33   | 33   | 41   | 107   | 35,67    |
| 4.º  | River Plate             | 35   | 32   | 39   | 106   | 35,33    |
| 5.º  | Boca Juniors            | 38   | 30   | 37   | 105   | 35,00    |
| 6.º  | Atlanta                 | 36   | 32   | 27   | 95    | 31,67    |
| 7.º  | Vélez Sarsfield         | 34   | 26   | 33   | 93    | 31,00    |
| 8.º  | Argentinos Juniors      | 25   | 25   | 39   | 89    | 29,67    |
| 9.º  | Rosario Central         | 35   | 23   | 29   | 87    | 29,00    |
| 10.º | Huracán                 | 27   | 30   | 28   | 85    | 28,33    |
| 11.º | Chacarita Juniors       | -    | -    | 28   | 28    | 28,00    |
| 12.º | Estudiantes (LP)        | 31   | 28   | 23   | 82    | 27,33    |
| 13.º | Ferro Carril Oeste      | -    | 33   | 19   | 52    | 26,00    |
| 14.º | Gimnasia y Esgrima (LP) | 24   | 25   | 25   | 74    | 24,67    |
| 15.º | Lanús                   | 25   | 27   | 21   | 73    | 24,33    |
| 16.º | Newell's Old Boys       | 17   | 32   | 18   | 67    | 22,33    |

|  |                           |
|  | Descendió a la Primera B. |

## Resultados
| Fecha 1                 | Fecha 1   | Fecha 1                     | Fecha 1 | Fecha 1    |
| Local                   | Resultado | Visita                      | Estadio | Fecha      |
| ----------------------- | --------- | --------------------------- | ------- | ---------- |
| Argentinos Juniors      | 3 - 3     | Independiente               |         | 3 de abril |
| River Plate             | 2 - 1     | Gimnasia y Esgrima La Plata |         | 3 de abril |
| Estudiantes de La Plata | 1 - 2     | Boca Juniors                |         | 3 de abril |
| San Lorenzo de Almagro  | 1 - 1     | Rosario Central             |         | 3 de abril |
| Racing                  | 3 - 2     | Ferro Carril Oeste          |         | 3 de abril |
| Vélez Sársfield         | 1 - 4     | Atlanta                     |         | 3 de abril |
| Newell's Old Boys       | 1 - 0     | Huracán                     |         | 3 de abril |
| Lanús                   | 1 - 1     | Chacarita Juniors           |         | 3 de abril |

| Fecha 2                     | Fecha 2   | Fecha 2                 | Fecha 2 | Fecha 2     |
| Local                       | Resultado | Visita                  | Estadio | Fecha       |
| --------------------------- | --------- | ----------------------- | ------- | ----------- |
| Independiente               | 2 - 0     | Vélez Sársfield         |         | 10 de abril |
| Chacarita Juniors           | 3 - 0     | River Plate             |         | 10 de abril |
| Ferro Carril Oeste          | 0 - 3     | Argentinos Juniors      |         | 10 de abril |
| Rosario Central             | 3 - 2     | Estudiantes de La Plata |         | 10 de abril |
| Atlanta                     | 2 - 1     | San Lorenzo de Almagro  |         | 10 de abril |
| Huracán                     | 1 - 2     | Racing                  |         | 10 de abril |
| Gimnasia y Esgrima La Plata | 4 - 1     | Newell's Old Boys       |         | 10 de abril |
| Boca Juniors                | 5 - 2     | Lanús                   |         | 10 de abril |

Fecha 3
17 de abril
- Ferro 1 - Independiente 0
- Argentinos Juniors 5 - Huracán 1
- River Plate 1 - Boca Juniors 1
- Racing Club 5 - Gimnasia (LP) 5
- Newell's Old Boys 2 - Chacarita Juniors 1
- San Lorenzo 4 - Vélez Sársfield 2
- Estudiantes (LP) 2 - Atlanta 1
- Lanús 1 - Rosario Central 1

Fecha 4
24 de abril
- Independiente 0 - San Lorenzo 2
- Rosario Central 1 - River Plate 1
- Gimnasia (LP) 1 - Argentinos Juniors 4
- Boca Juniors 5 - Newell's Old Boys 2
- Chacarita Juniors 2 - Racing Club 0
- Vélez Sársfield 3 - Estudiantes (LP) 1
- Huracán 1 - Ferro 0
- Atlanta 2 - Lanús 2

Fecha 5
8 de mayo
- Huracán 1 - Independiente 2
- Argentinos Juniors 2 - Chacarita Juniors 0
- River Plate 2 - Atlanta 0
- Ferro 0 - Gimnasia (LP) 0
- Racing Club 0 - Boca Juniors 0
- Newell's Old Boys 5 - Rosario Central 3
- Estudiantes (LP) 2 - San Lorenzo 2
- Lanús 1 - Vélez Sársfield 1

Fecha 6
15 de mayo
- Independiente 3 - Estudiantes (LP) 2
- Vélez Sársfield 0 - River Plate 0
- San Lorenzo 1 - Lanús 1
- Rosario Central 0 - Racing Club 2
- Chacarita Juniors 3 - Ferro 0
- Gimnasia (LP) 1 - Huracán 3
- Atlanta 0 - Newell's Old Boys 0
- Boca Juniors 0 - Argentinos Juniors 0

Fecha 7
22 de mayo
- Gimnasia (LP) 0 - Independiente 4
- River Plate 3 - San Lorenzo 0
- Argentinos Juniors 3 - Rosario Central 1
- Ferro 0 - Boca Juniors 0
- Racing Club 5 - Atlanta 0
- Huracán 2 - Chacarita Juniors 1
- Lanús 0 - Estudiantes (LP) 0
- Newell's Old Boys 1 - Vélez Sársfield 2

Fecha 8
5 de junio
- Independiente 3 - Lanús 2
- Boca Juniors 2 - Huracán 2
- Estudiantes (LP) 2 - River Plate 1
- Vélez Sársfield 1 - Racing Club 1
- San Lorenzo 2 - Newell's Old Boys 0
- Chacarita Juniors 2 - Gimnasia (LP) 2
- Rosario Central 4 - Ferro 1
- Atlanta 1 - Argentinos Juniors 3

Fecha 9
12 de junio
- Chacarita Juniors 1 - Independiente 1
- Gimnasia (LP) 0 - Boca Juniors 2
- Racing Club 2 - San Lorenzo 1
- River Plate 2 - Lanús 2
- Ferro 2 - Atlanta 0
- Huracán 6 - Rosario Central 1
- Argentinos Juniors 2 - Vélez Sársfield 0

13 de junio
- Newell's Old Boys 5 - Estudiantes (LP) 2

Fecha 10
19 de junio
- Estudiantes (LP) 2 - Racing Club 1
- Rosario Central 1 - Gimnasia (LP) 4
- Vélez Sársfield 3 - Ferro 3
- Lanús 1 - Newell's Old Boys 0
- Independiente 1 - River Plate 0
- San Lorenzo 6 - Argentinos Juniors 3
- Boca Juniors 5 - Chacarita Juniors 0
- Atlanta 3 - Huracán 2

Fecha 11
26 de junio
- Boca Juniors 0 - Independiente 1
- Argentinos Juniors 4 - Estudiantes (LP) 2
- Newell's Old Boys 3 - River Plate 0
- Racing Club 0 - Lanús 0
- Ferro 1 - San Lorenzo 5
- Huracán 2 - Vélez Sársfield 1
- Chacarita Juniors 3 - Rosario Central 1
- Gimnasia (LP) 2 - Atlanta 2

Fecha 12
26 de julio
- Independiente 2 - Newell's Old Boys 0
- Lanús 1 - Argentinos Juniors 2
- River Plate 1 - Racing Club 2
- Estudiantes (LP) 2 - Ferro 0
- Atlanta 2 - Chacarita Juniors 5
- San Lorenzo 2 - Huracán 0
- Vélez Sársfield 1 - Gimnasia (LP) 0
- Rosario Central 3 - Boca Juniors 1

Fecha 13
7 de agosto
- Rosario Central 2 - Independiente 2
- Argentinos Juniors 0 - River Plate 1
- Huracán 2 - Estudiantes (LP) 1
- Ferro 2 - Lanús 0
- Boca Juniors 4 - Atlanta 4
- Gimnasia (LP) 3 - San Lorenzo 1
- Racing Club 5 - Newell's Old Boys 2
- Chacarita Juniors 1 - Vélez Sársfield 3

Fecha 14
14 de agosto
- Independiente 3 - Racing Club 3
- Newell's Old Boys 1 - Argentinos Juniors 1
- River Plate 3 - Ferro 0
- Vélez Sársfield 1 - Boca Juniors 1
- Estudiantes (LP) 0 - Gimnasia (LP) 2
- San Lorenzo 2 - Chacarita Juniors 2
- Lanús 1 - Huracán 1
- Atlanta 0 - Rosario Central 2

Fecha 15
21 de agosto
- Independiente 2 - Atlanta 0
- Huracán 0 - River Plate 0
- Argentinos Juniors 1 - Racing Club 1
- Ferro 2 - Newell's Old Boys 0
- Rosario Central 2 - Vélez Sársfield 2
- Chacarita Juniors 1 - Estudiantes (LP) 2
- Gimnasia (LP) 7 - Lanús 2
- Boca Juniors 3 - San Lorenzo 3

Fecha 16
28 de agosto
- Independiente 0 - Argentinos Juniors 4
- Gimnasia (LP) 0 - River Plate 0
- Boca Juniors 4 - Estudiantes (LP) 1
- Rosario Central 0 - San Lorenzo 0
- Chacarita Juniors 0 - Lanús 4
- Huracán 1 - Newell's Old Boys 1
- Atlanta 1 - Vélez Sársfield 1
- Ferro 1 - Racing Club 2

Fecha 17
4 de septiembre
- Vélez Sársfield 3 - Independiente 1
- Argentinos Juniors 1 - Ferro 1
- Lanús 1 - Boca Juniors 3
- River Plate 0 - Chacarita Juniors 0
- San Lorenzo 1 - Atlanta 1
- Racing Club 2 - Huracán 2
- Estudiantes (LP) 1 - Rosario Central 2
- Newell's Old Bopys 1 - Gimnasia (LP) 1

Fecha 18
11 de septiembre
- Independiente 2 - Ferro 0
- Boca Juniors 3 - River Plate 1
- Huracán 0 - Argentinos Juniors 0
- Gimnasia (LP) 1 - Racing Club 1
- Vélez Sársfield 1 - San Lorenzo 0
- Rosario Central 1 . Lanús 0
- Atlanta 1 - Estudiantes (LP) 1
- Chacarita Juniors 5 - Newell's Old Boys 1

Fecha 19
18 de septiembre
- San Lorenzo 0 - Independiente 1
- River Plate 2 - Rosario Central 0
- Argentinos Juniors 1 - Gimnasia (LP) 1
- Racing Club 4 - Chacarita Juniors 0
- Newell's Old Boys 2 - Boca Juniors 2
- Ferro 2 - Huracán 4
- Estudiantes (LP) 1 - Vélez Sársfield 1
- Lanús 1 - Atlanta 3

Fecha 20
25 de septiembre
- Independiente 1 - Huracán 0
- Atlanta 1 - River Plate 2
- Chacarita Juniors 4 - Argentinos Juniors 1
- Boca Juniors 1 - Racing Club 0
- Rosario Central 4 - Newell's Old Boys 0
- San Lorenzo 8 - Estudiantes (LP) 1
- Gimnasia (LP) 2 - Ferro 0
- Vélez Sársfield 3 - Lanús 1

Fecha 21
2 de octubre
- Estudiantes (LP) 2 - Independiente 2
- River Plate 3 - Vélez Sársfield 1
- Argentinos Juniors 2 - Boca Juniors 0
- Lanús 1 - San Lorenzo 2
- Racing Club 11 - Rosario Central 3
- Ferro 1 - Chacarita Juniors 1
- Huracán 7 - Gimnasia (LP) 0
- Newell's Old Boys 1 - Atlanta 3

Fecha 22
16 de octubre
- Independiente 2 - Gimnasia (LP) 0
- San Lorenzo 1 - River Plate 2
- Chacarita Juniors 2 - Huracán 1
- Rosario Central 3 - Argentinos Juniors 2
- Atlanta 4 - Racing Club 3
- Boca Juniors 4 - Ferro 0
- Estudiantes (LP) 3 - Lanús 2
- Vélez Sársfield 1 - Newell's Old Boys 0

Fecha 23
23 de octubre
- Lanús 1 - Independiente 2
- Argentinos Juniors 3 - Atlanta 2
- Racing Club 2 - Vélez Sársfield 3
- Ferro 2 - Rosario Central 2
- River Plate 3 - Estudiantes (LP) 1
- Newell's Old Boys 1 - San Lorenzo 5
- Gimnasia (LP) 5 - Chacarita Juniora 1

25 de octubre
- Huracán 1 - Boca Juniors 1

Fecha 24
29 de octubre
- Independiente 1 - Chacarita Juniors 1
- Lanús 1 - River Plate 1
- San Lorenzo 2 - Racing Club 1
- Boca Juniors 1 - Gimnasia (LP) 0
- Rosario Central 5 - Huracán 1
- Estudiantes (LP) 2 - Newell's Old Boys 1
- Atlanta 1 - Ferro 1
- Vélez Sársfield 2 - Argentinos Juniors 3

Fecha 25
1 de noviembre
- River Plate 3 - Independiente 0
- Chacarita Juniors 1 - Boca Juniors 1
- Argentinos Juniors 3 - San Lorenzo 3
- Newell's Old Boys 3 - Lanús 0
- Gimnasia (LP) 2 - Rosario Central 3
- Ferro 3 - Vélez Sársfield 1
- Racing Club 4 - Estudiantes (LP) 1
- Huracán 1 - Atlanta 1

Fecha 26
6 de noviembre
- Independiente 2 - Boca Juniors 0
- Estudiantes (LP) 1 - Argentinos Juniors 4
- Lanús 2 - Racing Club 1
- River Plate 2 - Newell's Old Boys 1
- San Lorenzo 6 - Ferro 1
- Rosario Central 2 - Chacarita Juniors 1
- Vélez Sársfield 1 - Huracán 0
- Atlanta 6 - Gimnasia (LP) 2

Fecha 27
11 de noviembre
- Huracán 2 - San Lorenzo 4

12 de noviembre
- Newell's Old Boys 1 - Independiente 3
- Racing Club 3 - River Plate 1
- Argentinos Juniors 1 - Lanús 3
- Gimnasia (LP) 1 - Vélez Sársfield 0
- Boca Juniors 3 - Rosario Central 0
- Ferro 1 - Estudiantes (LP) 2
- Chacarita Juniors 1 - Atlanta 1

Fecha 28
16 de noviembre
- Newell's Old Boys 0 - Racing Club 2
- Lanús 0 - Ferro 0
- San Lorenzo 2 - Gimnasia (LP) 0
- Vélez Sársfield 1 - Chacarita Juniors 1

17 de noviembre
- Estudiantes (LP) 1 - Huracán 2
- River Plate 5 - Argentinos Juniors 1
- Independiente 3 - Rosario Central 0
- Atlanta 1 - Boca Juniors 2

Fecha 29
19 de noviembre
- Rosario Central 1 - Atlanta 1

20 de noviembre
- Racing Club 0 - Independiente 0
- Boca Juniors 1 - Vélez Sársfield 2
- Argentinos Juniors 4 - Newell's Old Boys 0
- Gimnasia (LP) 2 - Estudiantes (LP) 0
- Huracán 2 - Lanús 0
- Ferro 0 - River Plate 2

| Fecha 30                | Fecha 30  | Fecha 30                    | Fecha 30 | Fecha 30        |
| Local                   | Resultado | Visita                      | Estadio  | Fecha           |
| ----------------------- | --------- | --------------------------- | -------- | --------------- |
| Estudiantes de La Plata | 3 - 2     | Chacarita Juniors           |          | 26 de noviembre |
| Atlanta                 | 1 - 0     | Independiente               |          | 27 de noviembre |
| Vélez Sársfield         | 6 - 3     | Rosario Central             |          | 27 de noviembre |
| San Lorenzo de Almagro  | 2 - 1     | Boca Juniors                |          | 27 de noviembre |
| Racing                  | 4 - 1     | Argentinos Juniors          |          | 27 de noviembre |
| Newell's Old Boys       | 1 - 1     | Ferro Carril Oeste          |          | 27 de noviembre |
| River Plate             | 1 - 0     | Huracán                     |          | 27 de noviembre |
| Lanús                   | 4 - 1     | Gimnasia y Esgrima La Plata |          | 27 de noviembre |

## Descensos y ascensos
Newell's Old Boys descendió a Primera B, siendo reemplazado por Los Andes para el Campeonato de 1961.

## Goleadores
| Jugador              | Jugador           | Goles | Equipo                  |
| -------------------- | ----------------- | ----- | ----------------------- |
| Bandera de Argentina | José Sanfilippo   | 34    | San Lorenzo             |
| Bandera de Argentina | Osvaldo Carceo    | 21    | Argentinos Juniors      |
| Bandera de Argentina | Rubén Héctor Sosa | 20    | Racing Club             |
| Bandera de Argentina | Urbano Reynoso    | 19    | Gimnasia y Esgrima (LP) |
| Bandera de Argentina | Eugenio Callá     | 19    | Vélez Sarsfield         |

## Otras estadísticas
La mayor goleada se registró el 2 de octubre de 1960 en la fecha 21: Racing Club 11 - Rosario Central 3, en uno de los partidos con mayor cantidad de goles en la historia del fútbol profesional argentino. 